# 蝉翼拓

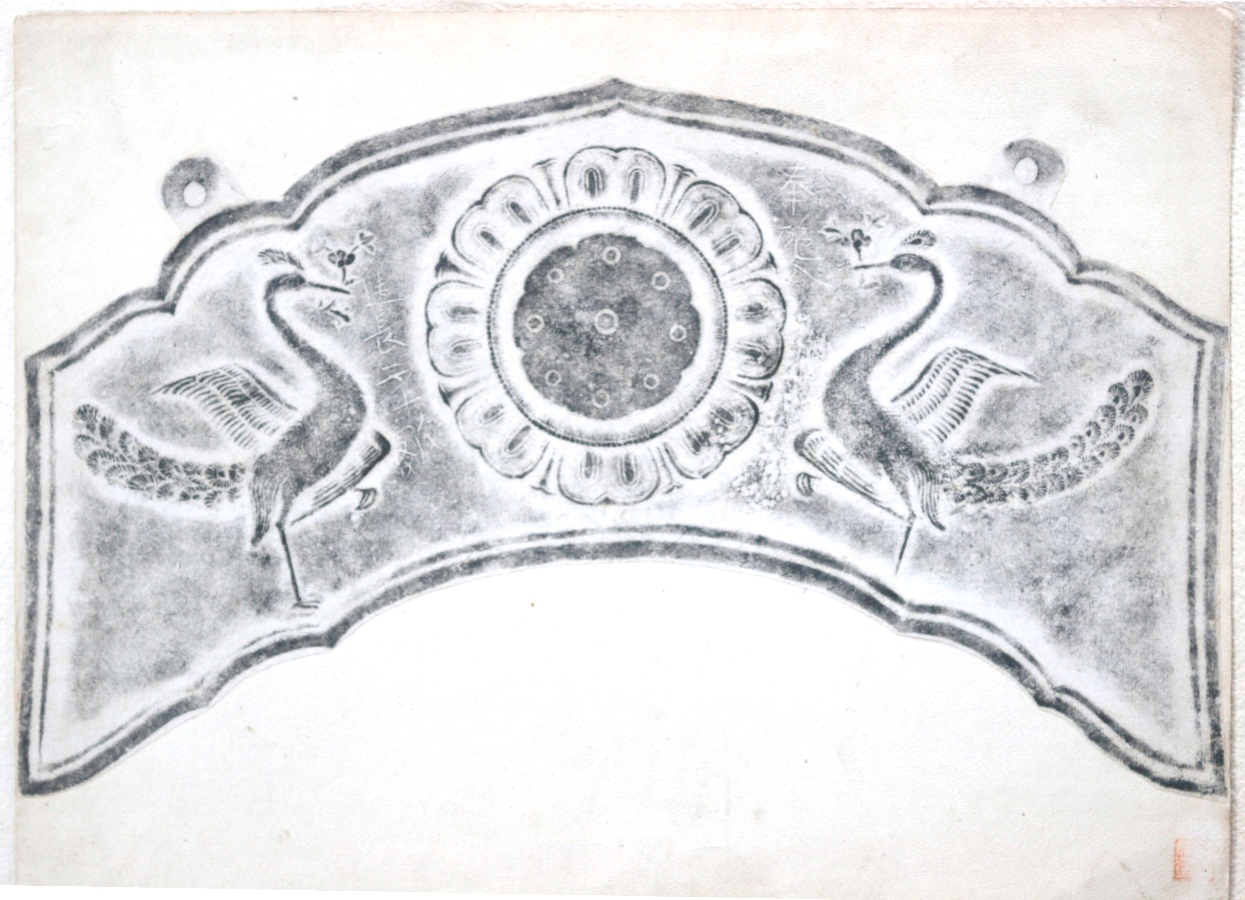
中尊寺　青銅磐

蝉翼拓（せんよくたく）は蝉の羽根のように薄くとられた拓本、もしくは拓本をとる技法。もともと中国では拓本の成り立ちからいって、拓本は濃く採られる傾向があった。それに対して蝉翼拓は、拓本そのものに美しさを見いだした、当時としては異色な拓本である。
中国宋代には作られたといわれるが、実際の作品としては明時代中期以降のものが残っている。実際に本当に薄くとるのは難しい技法である。